# Бен Говард
Бенджамін Джон «Бен» Говард (англ. Benjamin John «Ben» Howard; нар. 24 квітня 1987) — англійський співак і автор пісень. Народився в Західному Лондоні, у віці 8 років переїхав до Тотнесу, графство Девон. Наразі підписав контракт з Island Records.
Бен виріс у сім'ї музикантів, котрі буквально піддавали його впливу своїх улюблених записів співаків та авторів пісень 1960-х і 1970-х років, у тому числі Джоні Мітчелл та Боба Ділана.

## Дитинство та молодість
Говард почав писати пісні ще з дитинства. В одному зі своїх інтерв'ю «American Songwriter» він заявив: 
|  | Коли я був дитиною, я почав грати на гітарі тому, що я любив складати слова докупи і наповнювати їх сенсом. Я думаю, що я був досить таки творчим хлопчаком. Тож ваші стандартні любовні пісеньки я перетворив на типові підліткові пісні про кохання. Я думаю, у вас з'являється власний погляд на речі десь так у 18-19 років. Ось тоді все і змінюється. |

Після дворічного навчання у Коледжі імені Короля Едварда V і гімназії для хлопчиків у Торквей, а потім короткого перебування в університеті Фалмос (графство Корнуол) на факультеті журналістики, співак вирішив повністю віддатись створенню музики у жанрі фолк, що була основана на етнічних мотивах і понурих текстах, які поступово ставали все похмурішими. Його репутація у Корнуоллі та Девоні зростала, і незабаром поширилася на інші частини Великої Британії. Після місяця турів з дощенту заповненими залами по всій Європі і Великій Британії, Говарда в кінцевому рахунку попросили підписати контракт з Island Records.

## Музична кар'єра

### 2009-11: Ранні релізи
Перед підписанням під лейблом, Бен Говард вже почав випускати свій матеріал. Його першим релізом став «These Waters», міні-альбом з шістьма треками, включаючи «The Wolves». У 2010 році Говард випустив міні-альбом Old Pine, а пізніше кілька синглів, таких як «The Fear» і «Keep Your Head Up». Опісля у нього назбиралось достатньо матеріалу щоб випустити альбом «Every Kingdom», який включив у себе ряд попередніх синґлів.

### 2011-12: «Every Kingdom»
Бен Говард підписав контракт із «Island Records» у 2011 році, оскільки цей лейб співпрацює з фолк-співаками Великої Британії, в тому числі з такими, як Нік Дрейк та Джон Мартін. Після синглів «Old Pine» і «The Wolves», що були випущені в 2011 році, Говард записав свій дебютний альбом під назвою «Every Kingdom», котрий побачив світ 6 жовтня 2011 року. З того часу він був номінований на щорічну музичну премію Mercury Prize 2012 року, що призначається за найкращий альбом Великої Британії та Ірландії.
Бен Говард працював у тандемі з Індією Борн і Кріс Бонд під час роботи над альбомом «Every Kingdom». Ідія Борн грала на віолончелі, клавішних, гавайській гітарі укулеле, бас-гітарі, ударних та підспівувала, а Кріс Бонд грала на гітарі, бас-гітарі, контрабасі, ударних, клавішах, акордеоні і також підспівувала. Індія та Кріс гастролювали з Беном Говардом під час його туру «Every Kingdom» 2012 року, за підтримки американського співака Віллі Мейсона.
У листопаді 2012 року, Говард випустив новий міні-альбом «Burgh Island», який представив нам чотири нові треки. І знову реліз Бена Говарда отримав схвалення критиків, платівка була більш понурою та мала більш загрозливий тон, ніж більшість його попередніх робіт. Також цей міні-альбом особливий тим, що Бен грає на електрогітарі, а не традиційно на акустичній.

## Дискографія

### Альбоми
| Every Kingdom                                                                  | - Випущено: 30 вересня 2011 - Лейбл: Island Records, Tôt ou tard, Republic Records - Формат: CD, LP, касети, цифровий носій | 4 | —  | —  | 2  | —  | 52  | 49 | 13 | 2  | —  | 59 | —   | 10 | - BPI: 2× Платина - BVMI: Золото - NVPI: Платина - RIAA: Золото |
| I Forget Where We Were                                                         | - Випущено: 20 жовтня 2014 - Лейбл: Island Records - Формати: CD, LP, цифровий носій                                        | 1 | 9  | 26 | 2  | 7  | 68  | 12 | 5  | 2  | 6  | 15 | 23  | 3  | - BPI: Золото                                                   |
| Noonday Dream                                                                  | - Випущено: 1 червня 2018 - Лейбл: Island Records - Формат: CD, LP, цифровий носій                                          | 4 | 23 | 38 | 14 | 61 | 126 | 17 | 12 | 10 | 38 | 39 | 138 | 5  |                                                                 |
| Collections from the Whiteout                                                  | - Випущено: 26 березня 2021 - Лейбл: Island Records) - Формати: CD, LP, цифровий носій                                      | 1 | —  | —  | 14 | —  | —   | 19 | 17 | 9  | —  | 81 | —   | —  |                                                                 |
| "—" означає, що альбом або не був випущеним у країні, або не потрапив у чарти. | |   |    |    |    |    |     |    |    |    |    |    |     |    |                                                                 |

### Мініальбоми
- Games in the Dark EP - 2008
- These Waters EP - 2009
- Old Pine EP - 2011
- Ben Howard Live EP - 2011
- The Burgh Island EP - 2012
- Another Friday Night / Hot Heavy Summer / Sister - 2018

### Сингли
| "The Wolves"                                                                   | 2011 | 70 | 77 | —  | —  | —  | —  | —  | - BPI: Silver             | Every Kingdom                 |
| "Keep Your Head Up"                                                            | 2011 | 46 | 41 | 68 | 89 | 14 | 15 | —  | - BPI: Платина            | Every Kingdom                 |
| "The Fear"                                                                     | 2011 | 58 | 5  | —  | —  | —  | —  | —  | - BPI: Срібло - BEA: Gold | Every Kingdom                 |
| "Only Love"                                                                    | 2012 | 9  | —  | —  | 37 | —  | 6  | 49 | - BPI: Платина            | Every Kingdom                 |
| "Old Pine"                                                                     | 2012 | —  | —  | —  | —  | —  | —  | —  | - BPI: Золото             | Every Kingdom                 |
| "I Forget Where We Were"                                                       | 2014 | 54 | 77 | —  | —  | 69 | —  | —  | - BPI: Срібло             | I Forget Where We Were        |
| "End of the Affair"                                                            | 2014 | —  | —  | —  | —  | —  | —  | —  |                           | I Forget Where We Were        |
| "Conrad"                                                                       | 2014 | —  | 45 | —  | —  | —  | —  | —  |                           | I Forget Where We Were        |
| "A Boat to an Island on the Wall"                                              | 2018 | —  | —  | —  | —  | —  | —  | —  |                           | Noonday Dream                 |
| "Towing the Line"                                                              | 2018 | —  | —  | —  | —  | —  | —  | —  |                           | Noonday Dream                 |
| "Nica Libres at Dusk"                                                          | 2018 | —  | 91 | —  | —  | —  | —  | —  |                           | Noonday Dream                 |
| "What A Day"                                                                   | 2021 | —  | 68 | —  | —  | —  | —  | —  |                           | Collections from the Whiteout |
| "Crowhurst’s Meme"                                                             | 2021 | —  | —  | —  | —  | —  | —  | —  |                           | Collections from the Whiteout |
| "Far Out"                                                                      | 2021 | —  | —  | —  | —  | —  | —  | —  |                           | Collections from the Whiteout |
| "Follies Fixture"                                                              | 2021 | —  | —  | —  | —  | —  | —  | —  |                           | Collections from the Whiteout |
| "Sorry Kid"                                                                    | 2021 | —  | —  | —  | —  | —  | —  | —  |                           | Collections from the Whiteout |
| "—" означає, що альбом або не був випущеним у країні, або не потрапив у чарти. |      |    |    |    |    |    |    |    |                           |                               |

### Інші номіновані пісні
|      | «Twilight»     | -  | - | Н/Д                        |  |  |  |  |  |  |  |  |  |
| 2010 | «These Waters» | -  | - | міні-альбом «These Waters» |  |  |  |  |  |  |  |  |  |
| 2011 | "The Fear"     | 58 | 5 | «Every Kingdom»            |  |  |  |  |  |  |  |  |  |
| 2012 | «Burgh Island» | 32 | - | міні-альбом «Burgh Island» |  |  |  |  |  |  |  |  |  |
|      |                |    |   |                            |  |  |  |  |  |  |  |  |  |